# Mściwój Semerau-Siemianowski
Mściwój Semerau-Siemianowski, Mściwój Maria Tadeusz Semerau-Siemianowski (ur. 19 maja 1885 w Ruse, Bułgaria, wówczas Ruszczuk, zm. 20 czerwca 1953 w Warszawie) – polski internista, kardiolog, jeden z pionierów zastosowań elektrokardiografii do badań klinicznych, profesor Uniwersytetu Warszawskiego, Uniwersytetu Ziem Zachodnich, Uniwersytetu Łódzkiego, Akademii Lekarskiej w Gdańsku; inicjator utworzenia Polskiego Towarzystwa Kardiologicznego i wydawania czasopisma Kardiologia Polska.

## Życiorys

### Okres zaborów
Był synem Władysława Semerau-Siemianowskiego (lekarz, numizmatyk; 1849–1937) i Józefy z domu Rojewskiej (1860–1891). Chodził do szkół w Salonikach i Poznaniu, a następnie – do matury w roku 1904 – w Saverne (Alzacja). Podjął studia na Königliche Technische Hochschule w Charlottenburgu (zob. historia Berlińskiego Uniwersytetu Technicznego), ale po roku przeniósł się na studia medyczne. Konieczność ponownej zmiany uczelni była prawdopodobnie związana z jego przynależnością do Związku Młodzieży Polskiej „Zet” i z działalnością oświatową w środowisku polonijnym (zob. Polacy w Niemczech w okresie zaborów). Od kwietnia 1908 studiował na Uniwersytecie w Strasburgu, uzyskując dyplom lekarza w grudniu 1910. W latach 1908–1911 przygotował rozprawę pt. Pathologisch-anatomische Befunde bei puerperalen Infektionen i otrzymał stopień doktora medycyny.

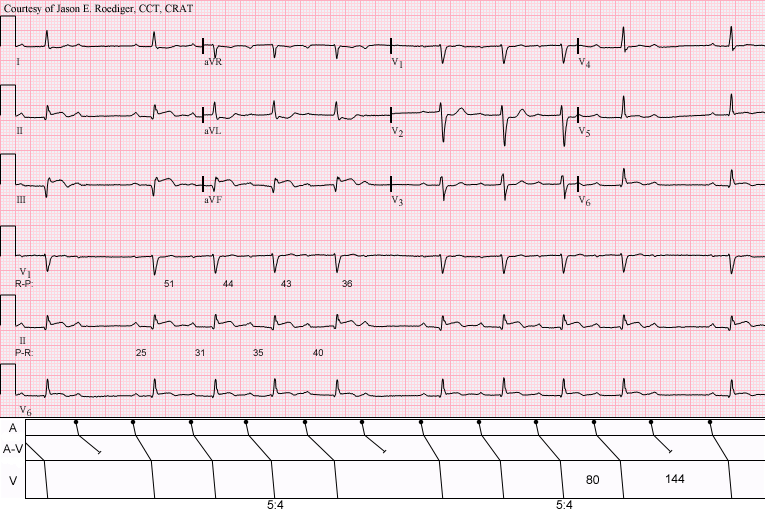
„Periodyka Wenckebacha” na elektrokardiogramie w zawale ściany dolnej serca

W latach 1911–1912 odbył staż w klinice chorób wewnętrznych, pod kierownictwem Karela F. Wenckebacha, a następnie otrzymał stanowisko jego asystenta, które zajmował od stycznia 1912 do końca lipca 1918 roku.

### II Rzeczpospolita

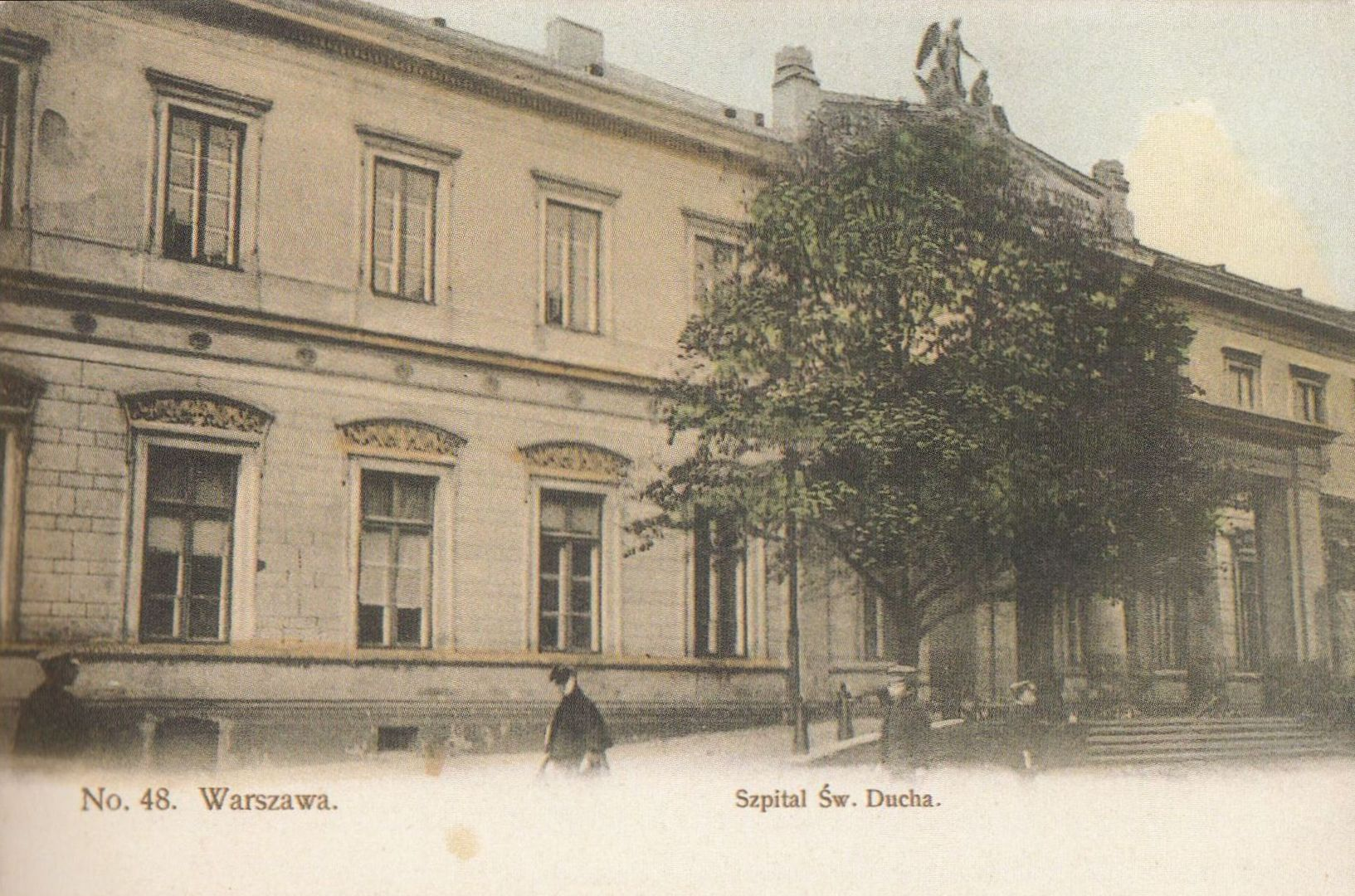
Szpital św. Ducha (Warszawa 1908)

Od początku roku akademickiego 1918/1919 pracował w II Klinice Chorób Wewnętrznych Uniwersytetu Warszawskiego, zorganizowanej w Szpitalu św. Ducha przy ul. Elektoralnej. Uczestniczył w jej organizacji jako adiunkt prof. Kazimierza Rzętkowskiego (1870–1924), wybitnego klinicysty, zainteresowanego elektrokardiografią (EKG) od roku 1909, gdy zetknął się z nią po raz pierwszy w Zakładzie Fizjologii UJ u Napoleona Cybulskiego. Kazimierz Rzętkowski stworzył szkołę naukową, do której należeli, poza Semerau-Siemianowskim: Klemens Gerner, Marceli Landsberg, Jan Roguski, Janina Misiewicz, Klementyna Rachoniowa i inni.
Mściwój Semerau-Siemianowski rozwijał w warszawskiej klinice metody czynnościowych badań patologii narządów i układu krążenia. Przyczynił się do włączenia EKG do badań klinicznych. Od roku 1920 prowadził (na zlecenie) wykłady nt. fizykalnych badań pacjentów interny.
W roku 1922 opublikował rozprawę nt.O czynności samoistnie bijących komór sercowych u człowieka :
studjum farmakologiczne i patologiczno-fizjologiczne która stała się podstawą habilitacji. Po habilitacji prowadził wykłady z diagnostyki i terapii chorób układu krążenia.
Od początku września 1924 roku pracował jako organizator i ordynator Oddziału Chorób Wewnętrznych, tworzonego w Szpitalu św. Łazarza na ul. Książęcej, który stał się największym w Warszawie i pierwszym w Polsce oddziałem kardiologicznym, równocześnie pełniącym funkcje ośrodka naukowo-badawczego i leczniczego. Utworzył pracownię analityczną, radiologiczną, elektrograficzną, hematologiczną, badań spoczynkowej przemiany materii oraz pokój do badań doświadczalnych na zwierzętach. Pracownie wyposażał częściowo własnym kosztem. Jego uczniem był Zdzisław Askanas.
W Uniwersytecie Warszawskim prowadził – od roku 1929 jako profesor tytularny – wykłady terapii ogólnej (1924–1927), klinikę propedeutyczną (1927–1929), klinikę diagnostyczną (1929–1932) i klinikę terapeutyczną (1932–1935). W roku 1935 wycofał się z zajęć dydaktycznych i poświęcił kardiologii i kształceniu podyplomowemu (w latach 1936–1938 prowadził dwutygodniowe jesienne ogólnopolskie kursy kardiologiczne dla lekarzy).
W roku 1936 uczestniczył w jubileuszowym zjeździe Związku Młodzieży Polskiej w Warszawie.

### II wojna światowa
W czasie okupacji niemieckiej przebywał w Warszawie. Początkowo był nadal ordynatorem Oddziału Chorób Wewnętrznych w Szpitalu Św. Łazarza. W lutym 1940 roku został zawieszony w swoich czynnościach z powodu odmowy podpisania Reichslisty (zob. Volkslista, Volksdeutsche) i do roku 1942 utrzymywał rodzinę z lekarskiej praktyki prywatnej. W latach 1942–1944 ponownie został ordynatorem Oddziału w Szpitalu św. Łazarza, który działał wówczas przy ul. Leszno. Na Oddziale prowadził zajęcia dydaktyczne ze studentami tajnych uniwersytetów – UW i Uniwersytetu Ziem Zachodnich, ukrywał osoby poszukiwane przez gestapo. Udzielał medycznej pomocy Żydom w getcie, przedostając się do chorych ukrytymi przejściami. Mieszkał w willi na Ochocie, przy ul. Krzywickiego (wówczas ul. Sucha). Córka uczęszczała do szkoły Cecylii Plater-Zyberkówny, synowie – do Szkoły Wawelberga. Wszyscy byli czynni w konspiracji. W domu spotykała się grupa łączniczek–sanitariuszek AK oraz pluton batalionu pancernego „Golski”, do którego należeli synowie – willę wybrano na punkt zborny plutonu. Skrytki na strychu były konspiracyjnymi magazynami (m.in. broni). W pierwszym dniu powstania nie otrzymano oczekiwanej dostawy broni.

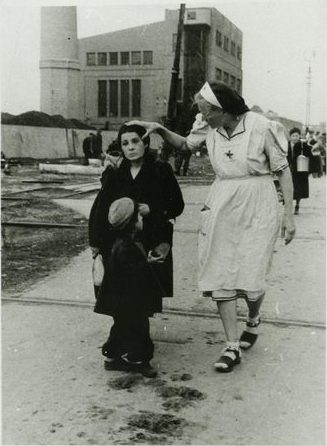
Wysiedlona Warszawianka z dzieckiem i siostrą PCK w drodze do Dulag 121 Pruszków

W drugim dniu dom otoczyli Niemcy (Waffen SS). Dwaj młodsi synowie prof. Semerau-Siemianowskiego, którzy podjęli próby przedostania się do walczących powstańców, ponieśli śmierć. W domu pozostało ponad 20 żołnierzy AK, przez ok. 10 dni skutecznie ukrywanych przed niemieckimi patrolami (stopniowo wydostawali się z okrążenia). W tych dniach Mściwój Semerau-Siemianowski i trzeci syn, Zbigniew, pełnili służbę medyczną w szpitalu polowym przy ul. Koszykowej.
Około 20 sierpnia rodzina została eksmitowana z domu i skierowana do obozu w Pruszkowie.
Wszyscy uciekli z pociągu, wyskakując na stacji Ursus. Mściwój Semerau-Siemianowski podjął pracę jako jedyny polski lekarz w obozie przejściowym „Ursus” – filii obozu Pruszkowskiego (córka pracowała jako pielęgniarka). W październiku 1944, na prośbę Rady Głównej Opiekuńczej, zajął stanowisko naczelnego lekarza obozu, a wkrótce potem wyjechał do Zakopanego. Od 10 września pracował w zakopiańskiej przychodni Polskiego Czerwonego Krzyża.

### Po II wojnie światowej

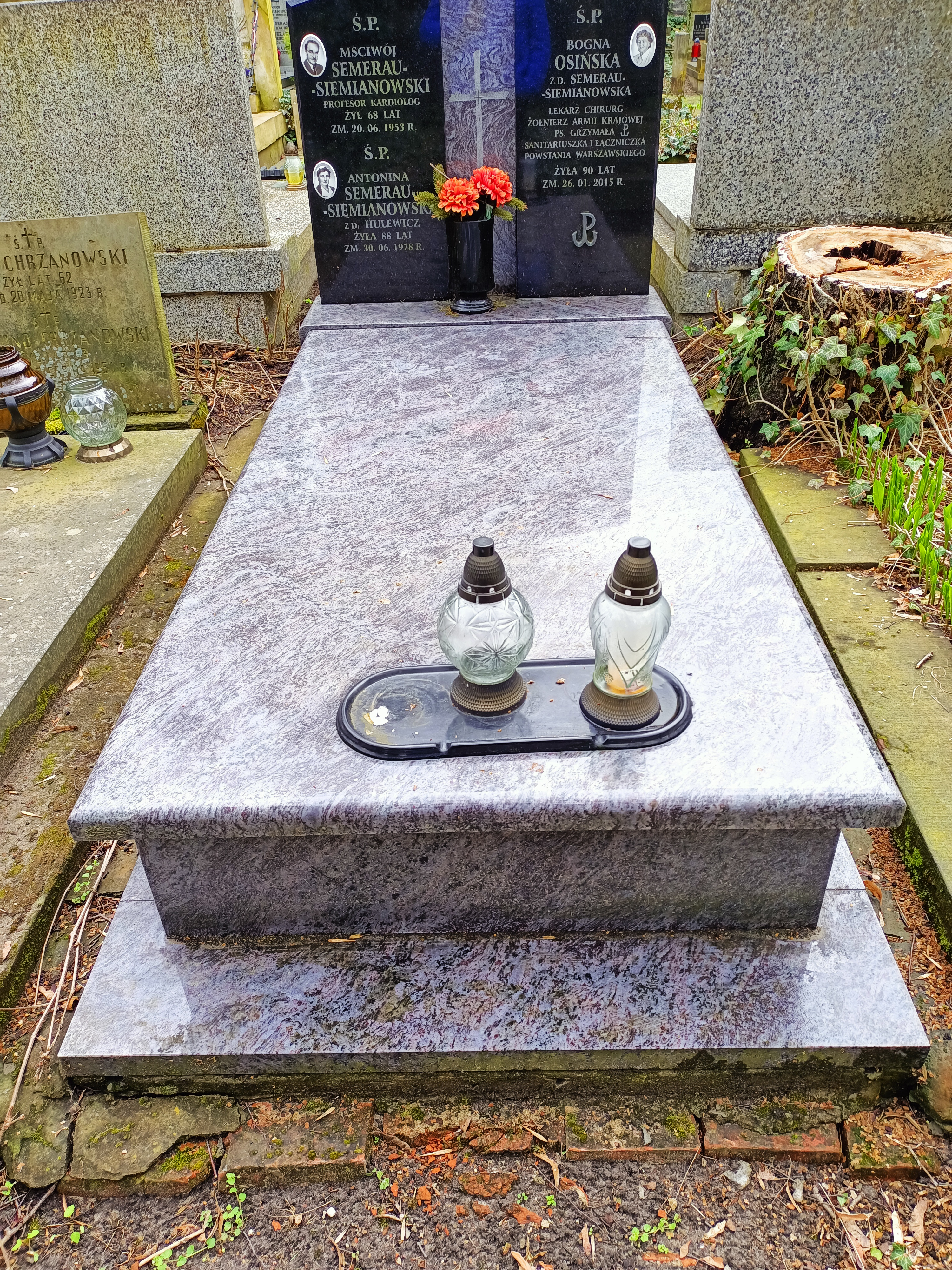
Grób Mściwoja Semerau-Siemianowskiego grób na cmentarzu Powązkowskim

W roku 1945 został przewodniczącym Łódzkiego Naukowego Towarzystwa Lekarskiego. W kolejnych latach był, jako profesor zwyczajny, kierownikiem II Katedry i Kliniki Chorób Wewnętrznych Uniwersytetu Łódzkiego (1945–1946) i kierownikiem II Katedry i Kliniki Chorób Wewnętrznych Akademii Medycznej w Gdańsku (1946–1948).
Do Warszawy wrócił w roku 1948. Objął kierownictwo II Katedry i Kliniki Chorób Wewnętrznych Uniwersytetu Warszawskiego, które zajmował do roku 1953). Uruchomił pracownie naukowe, w których stosowano i rozwijano nowoczesne metody badawcze (np. flebografia, kapilaroskopia, sfigmografia, fonokardiografia; zob polikardiografia). Klinika zyskała uznanie w Polsce i Europie. Wyniki prowadzonych badań miały wpływ na kierunki dalszych prac naukowych, w tym na rozwój kardiologii nieinwazyjnej.
W 1952 r. został członkiem tytularnym PAN.

## Dorobek naukowy
Mściwój Semerau-Siemianowski opublikował 116 prac naukowych, przede wszystkim w dziedzinie kardiologii (w katalogu WorldCat znajduje się ok. 30 pozycji). Za najbardziej istotne są uważane:
- 1913 – O badaniu czynnościowym serca (1913)
- 1919 – O niemiarowości ciągłej tętna jako głównym objawie migotania przedsionków
- 1919 – Die Flimmerarrhythmie
- 1919 – Kliniczne znaczenie migotania przedsionków
- 1946 – Leczenie naparstnicą i pochodnymi tej grupy
- 1951–1952 – Choroby wewnętrzne (2 tomy)
- 1953 – Postępy w dziedzinie leczenia farmakologicznego chorób układu krążenia (współautor: I. Krzemińska-Ławkowicz)

## Pozycja w środowisku naukowym
Niektóre z pełnionych funkcji:
- 1945 – przewodniczący Łódzkiego Naukowego Towarzystwa Lekarskiego
- 1946 – kierownik Rady Klinicystów i przewodniczący Gdańskiego Naukowego Towarzystwa Lekarskiego
- 1948 – przewodniczący Warszawskiego Towarzystwa Internistów Polskich (TIP)
- później – prezes Zarządu Głównego TIP, założyciel Sekcji Kardiologicznej TIP (przekształconej wkrótce w Polskie Towarzystwo Kardiologiczne), inicjator periodycznego wydawania czasopisma „Postępy Kardiologii” (zastąpionego przez „Kardiologię Polską”)[13]

## Odznaczenia
Otrzymał m.in.:
- Złoty Krzyż Zasługi (1937)
- Krzyż Komandorski Orderu Odrodzenia Polski (1952)[17]

## Upamiętnienie
W latach 1955–2013 ukazały się m.in. publikacje:
- E. Zera, Moje wspomnienia o Mściwoju Semerau-Siemianowskim, Kardiologia polska, 1955; 1(3–4): 13–17
- Mściwój Semerau-Siemianowski w: „Album lekarzy i farmaceutów polskich”; Archiwum historii medycyny, Tom 48, zesz. 2 (1985)
- I. Krzemińska-Ławkowiczowa, Wspomnienia ostatnich lat współpracy z profesorem Mściwojem Semerau-Siemianowskim, Kardiologia polska, 1955; 1(3-4): 17-21
- Eugene J. Kucharz, Marc A. Shampo, Robert A. Kyle, Semerau-Siemianowski : Polish cardiologist, Mayo Clinic proceedings, Vol. 66, no. 10 (Oct. 1991) p. 1046
- Eugene J. Kucharz, Profesor Mściwój Semerau-Siemianowski : życie i działalność członka honorowego Towarzystwa Internistow Polskich, Polskie archiwum medycyny wewnętrznej, Vol. 94, no. 3 (Sep. 1995) p. 283–286
- Jerzy Supady, Distinguished Polish internists: Witold E. Orlowski and Msciwoj M. Semerau-Siemianowski, Polskie archiwum medycyny wewnętrznej. Archives Polonaises de médecine interne. Polish archives of internal medicine. 123, Part 7/8 (2013): 347–349, Warszawa, PZWL

W roku 2007, w artykule pt. „Złoty Jubileusz Kardiologii Polskiej” (pierwszy numer KP ukazał się w 1957 roku) prof. Leszek Ceremużyński napisał m.in.:

W Polsce opiekunem, a właściwie ojcem raczkującej kardiologii był prof. Mściwój Semerau-Siemianowski (1885–1953), czołowy internista europejski … inicjator pierwszego jej pisma … Choć położył fundamenty pod KP, nie dane mu było cieszyć się z jej narodzin. Udręczony przez wojenne przeżycia, a potem prześladowany przez Urząd Bezpieczeństwa zmarł po kolejnym zawale serca.

## Życie rodzinne

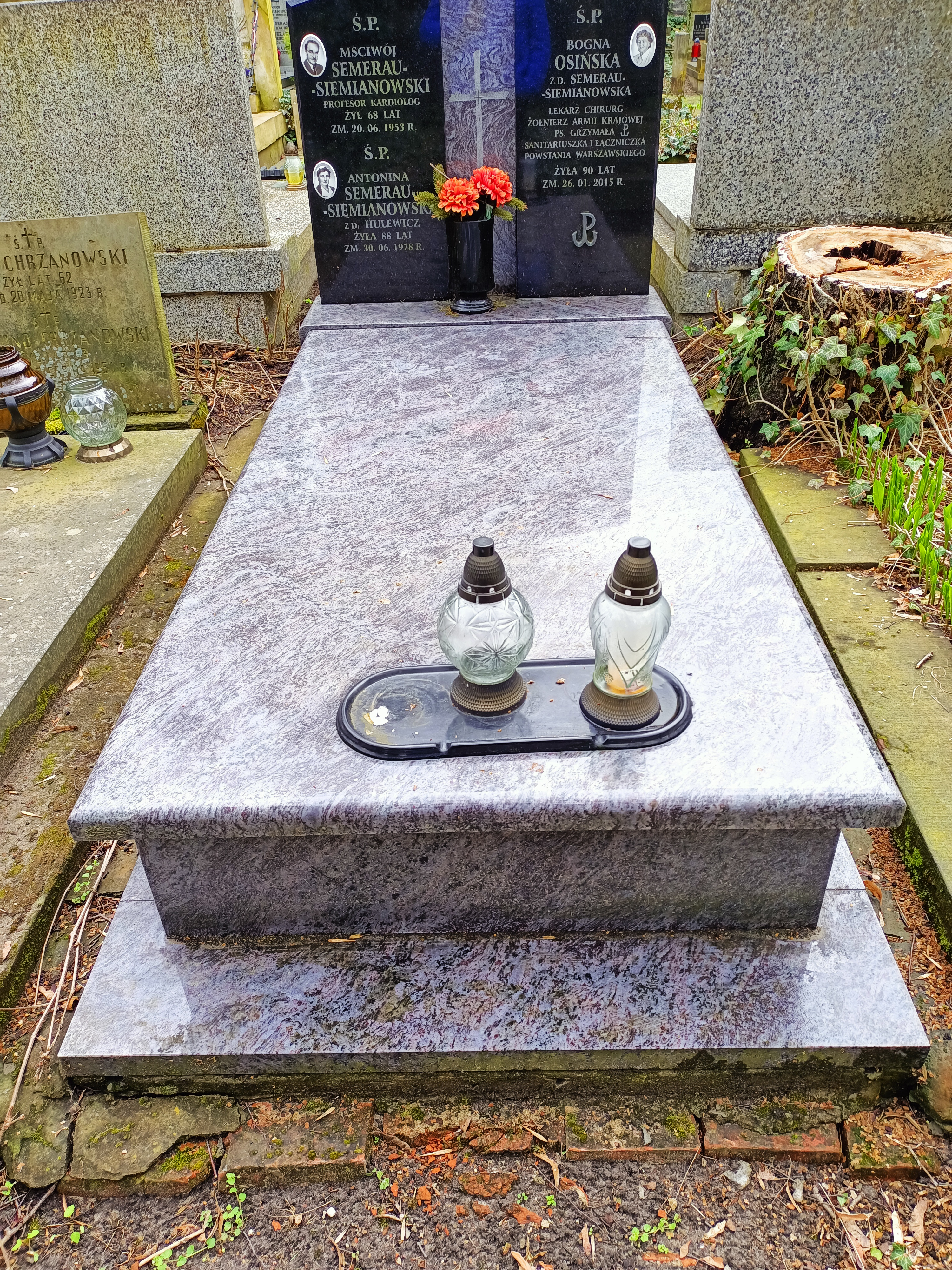
Grób Mściwoja Semerau-Siemianowskiego grób na cmentarzu Powązkowskim

Ożenił się w roku 1912 z Antoniną Hulewicz h. Nowina (1890–1978).
Małżeństwo miało pięcioro dzieci:
Bożena (ur. 1914, zm. 1919) – zmarła w dzieciństwie,
Zbigniew (ur. 1915, zm. 1990) – lekarz powstania, późniejszy profesor medycyny
Janusz (ur. 1919; zm. 1 sierpnia 1944) – student architektury, uczestnik powstania warszawskiego ps. „Nowina”,
Leszek (ur. 1921, zm. 3 sierpnia 1944 – student elektrotechniki, uczestnik powstania warszawskiego, ps. „Sawicki”.
Bogna (ur. 1924, zm. 2015) – zamężna Osińska, łączniczka i sanitariuszka w powstaniu warszawskim ps. „Grzymała”, później lekarz chirurg.
Uprawiał turystykę górską i alpinizm.
Zmarł 20 czerwca 1953 roku w Warszawie. Został pochowany na cmentarzu Powązkowskim (kwatera 221/3/13).